# Nanopunk
Nanopunk se refiere a un subgénero emergente de la ciencia ficción muy actual en comparación a otros, como el cyberpunk, antecesor del propio nanopunk, o algunos de sus otros derivados.
El género es especialmente similar al biopunk, pero describe un mundo donde los nanitos (nanomáquina, nanobot) y las bio-nanotecnologías se utilizan ampliamente y las nanotecnologías son las fuerzas tecnológicas predominantes en la sociedad. 
Actualmente, el género trata principalmente con el enfoque artístico, psicológico y social del impacto de la nanotecnología, más que con aspectos de la tecnología que, en sí misma, está todavía en su infancia. A diferencia del cyberpunk, que puede distinguirse por un carácter áspero y de baja calidad de vida, pero tecnológicamente avanzado, el nanopunk puede tener un carácter distópico más oscuro que podría examinar los potenciales riesgos de la nanotecnología, así como una perspectiva más optimista que podría enfatizar los usos potenciales de la nanotecnología.

## Literatura
- Kathleen Ann Goonan (Ciudad de la Reina del Jazz – 1997) y Linda Nagata fueron algunas de las primeras escritoras en presentar la nanotecnología como elemento principal en su trabajo.[2]